# Erythropitta granatina
La pita granate (Erythropitta granatina) es una especie de ave paseriforme de la familia Pittidae endémica de Sondalandia.
Se la encuentra en Brunéi, Indonesia, Malasia, Myanmar, Singapur, y Tailandia. Su hábitat natural son los bosques bajos húmedos subtropicales o tropicales. Se encuentra amenazada por pérdida de hábitat.

## Subespecies
Se reconocen las siguientes:
- E. g. coccinea (Eyton, 1839)- Península de Malaca y Sumatra
- E. g. granatina (Temminck, 1830)- Borneo